# متلازمة جاكوبسن
متلازمة جاكوبسن، المعروف أيضا باسم اضطراب حذف 11q، هو عيب خلقي نادر ناجم عن حذف منطقة من محطة من الكروموسوم 11 الذي يتضمن المجموعة (11q24.1). ويمكن أن يسبب تخلف عقلي، ومظهر الوجه مميزة، ومجموعة متنوعة من المشاكل المادية بما في ذلك عيوب القلب والهيموفيليا. تم التعرف على المتلازمة أول مرة من قبل الطبيب الدنماركي بترا جاكوبسن،  ويعتقد أنه يحدث في حوالي 1 من كل 100,000 ولادة.

## السمات المحتملة
- عيوب القلب
- الإعاقة الذهنية الخفيفة إلى الشديدة
- الصفائح الدموية المنخفضة قلة الصفيحات
- النمو الشاذ للوجه أو الهيكل العظمي خلل تنسج
- أعين شديدة الإتساع بسببب الرأس مثلث الشكل
- جلد الجفن العلوي للعين أضعاف جلد الجفن السفلي وبالتالي فإنه يغطي زاية العين الداخلية
- الأنف القصيرة المقلوبة
- الشفاه رقيقة ومنحنية الداخل
- تغير موضع الذقن (اختلاف موضع الفك العلوي والسفلي)
- الأذنين منخفضتين ومشوهتي الشكل
- الانحناء التصاعدي الدائم في الخنصر وخواتم الأصابع
- أصابع قدم كبيرة (أصابع المطرقة)

بالإضافة إلى ذلك، يميل المرضى إلى أن يكونوا أقصر من المتوسط ولديهم مهارات حركية فقيرة.